# 25페어 색상 코드

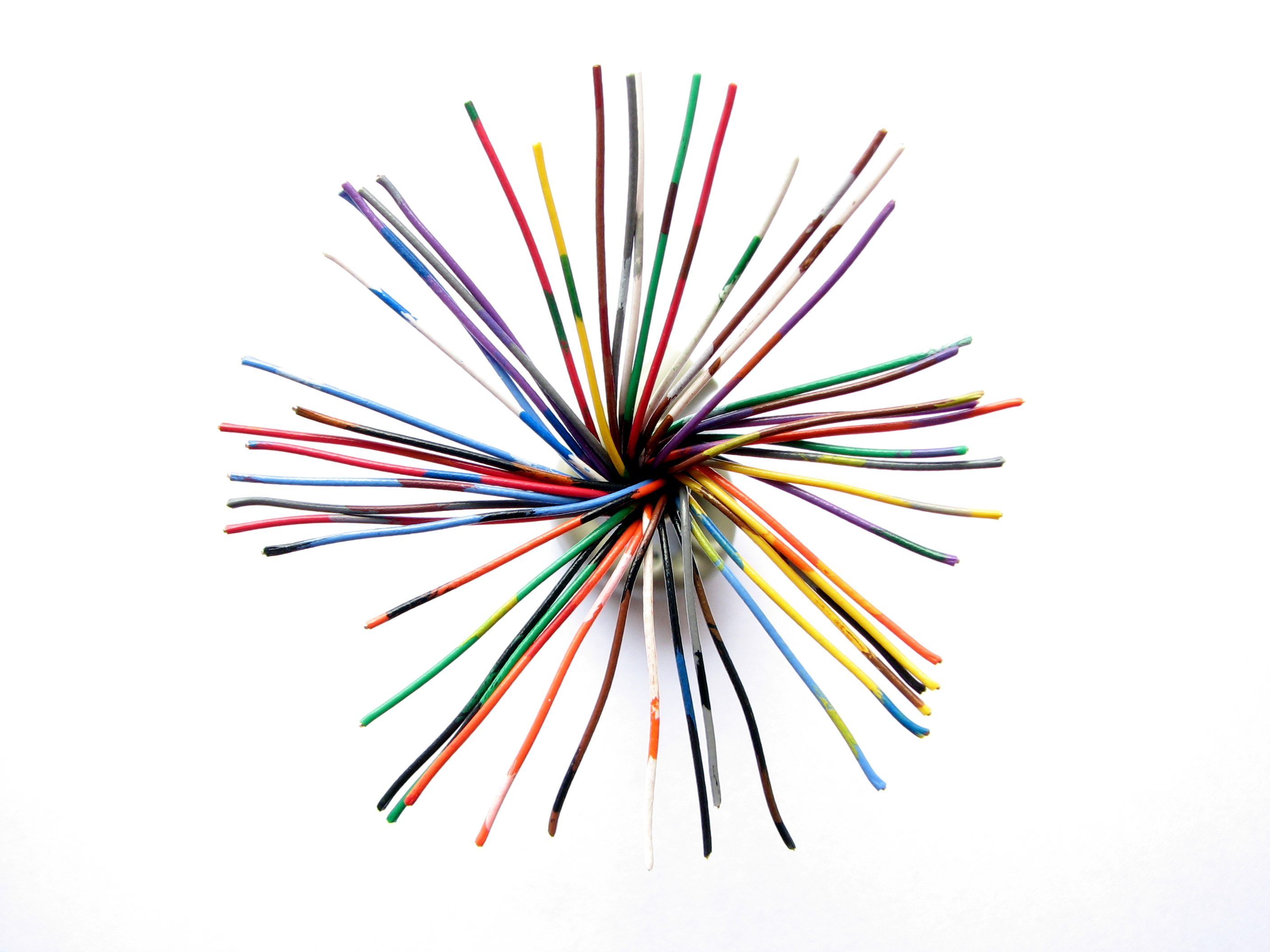
단심 25쌍/50도체 케이블

25페어 색상 코드(영어: 25-pair color code)는 원래 짝수 개수 색 부호(even-count color code)라고 알려졌으며, 전기 통신용 꼬임쌍선 배선에서 개별 도체를 식별하는 데 사용되는 색 부호이다.

## 색상 부호화
1950년대 벨 연구소가 벨 시스템을 위해 폴리에틸렌 절연 도체(PIC)를 사용하는 새로운 세대의 통신 케이블을 개발하면서 케이블의 각 개별 도체를 표시하는 새로운 방법이 개발되었다. 각 전선은 두 가지 색상의 조합으로 식별되며, 그 중 하나는 주 색상이고 다른 하나는 보조 색상이다. 주 색상과 보조 색상은 다섯 가지의 서로 다른 그룹에서 선택되어 25가지 색상 조합을 만들어낸다. 색상 조합은 각 도체를 덮는 절연체에 적용된다. 일반적으로 한 색상은 절연체의 주 배경 색상이고, 다른 색상은 배경 위에 적용되는 줄무늬, 띠 또는 점으로 구성된 식별자이다. 배경 색상은 항상 그에 맞는 쌍을 이룬 도체의 식별자 색상과 일치하며 그 반대도 마찬가지이다.
주요 색상 그룹은 흰색, 빨간색, 검은색, 노란색, 보라색 순서로 구성된다(기억술 Why Run Backwards, You'll Vomit). 보조 색상은 파란색, 주황색, 녹색, 갈색, 슬레이트 색상 순서로 선택된다(기억술 Bell Operators Give Better Service).
| 쌍 번호 | 주 색상 | 주 색상 | 보조 색상 | 보조 색상 |
| ------- | ------- | ------- | --------- | --------- |
| 1       | 흰색    |         |           | 파란색    |
| 2       | 흰색    |         | 주황색    |           |
| 3       | 흰색    |         | 녹색      |           |
| 4       | 흰색    |         | 갈색      |           |
| 5       | 흰색    |         | 슬레이트  |           |
| 6       | 빨간색  |         |           | 파란색    |
| 7       | 빨간색  |         | 주황색    |           |
| 8       | 빨간색  |         | 녹색      |           |
| 9       | 빨간색  |         | 갈색      |           |
| 10      | 빨간색  |         | 슬레이트  |           |
| 11      | 검은색  |         |           | 파란색    |
| 12      | 검은색  |         | 주황색    |           |
| 13      | 검은색  |         | 녹색      |           |
| 14      | 검은색  |         | 갈색      |           |
| 15      | 검은색  |         | 슬레이트  |           |
| 16      | 노란색  |         |           | 파란색    |
| 17      | 노란색  |         | 주황색    |           |
| 18      | 노란색  |         | 녹색      |           |
| 19      | 노란색  |         | 갈색      |           |
| 20      | 노란색  |         | 슬레이트  |           |
| 21      | 보라색  |         |           | 파란색    |
| 22      | 보라색  |         | 주황색    |           |
| 23      | 보라색  |         | 녹색      |           |
| 24      | 보라색  |         | 갈색      |           |
| 25      | 보라색  |         | 슬레이트  |           |

식별자 없이 단색으로만 꼬임쌍선을 사용한 25쌍 색상 부호화. 이 방법은 거의 사용되지 않았다.

전선 쌍은 색상 조합이나 쌍 번호로 직접 참조된다. 예를 들어, 9번 쌍은 빨간색-갈색 쌍이라고도 불린다. 기술적인 표에서는 색상이 종종 적절하게 약어로 표시된다.
보라색은 전기 통신 및 전자공업에서 표준 이름이지만 때로는 자주색으로 불리기도 한다. 마찬가지로 슬레이트 색상은 특정 회색 음영이다. 대부분의 색상 이름은 무지개 또는 광학 스펙트럼의 전통적인 색상에서 가져왔으며, 동일한 열 가지 색상을 다른 순서로 사용하는 전자 색상 코드에서도 사용된다.
일반 구식 전화 서비스 (POTS)에 사용될 때, 첫 번째 전선은 팁 또는 A-선 (영국) 도체로 알려져 있으며, 일반적으로 직류 (DC) 회로의 양극 쪽에 연결되는 반면, 두 번째 전선은 링 리드 또는 B-선 (영국)으로 알려져 있으며, 회로의 음극 쪽에 연결된다. 이 두 선 중 어느 쪽도 국부 접지에 연결되지 않는다. 이는 공통 모드 제거가 있는 밸런스 오디오 회로를 생성하며, 차동 쌍이라고도 알려져 있다. 팁 앤 링 규약은 19세기와 20세기에 전화 교환대에서 사용되었던 1⁄4″ (6.5 mm) TRS 폰 커넥터에 기반을 두고 있으며, 커넥터의 팁 접점은 절연체 스페이서에 의해 링 접점에서 분리된다. 케이블에서 가장 먼 연결부는 팁으로, 중간 연결부는 링으로, 전선에서 가장 가까운 (가장 큰) 연결부는 슬리브로 알려져 있다.

## 25쌍 통신 케이블 핀 배치
25쌍 색상 부호의 일반적인 적용은 다음 표에 표시된 암형 50핀 미니어처 리본 커넥터를 사용하는 RJ21 인터페이스용 케이블이다. 수용부의 핀 형상(오른쪽 이미지)은 표의 핀 번호에 해당한다. 왼쪽 핀 열은 링(R) 도체이고, 모든 팁(T) 도체는 오른쪽에 있다.
| 색상 (보조/주요) | (R)     |         | (T)     | 색상 (주요/보조) | 암형 RJ21 커넥터의 해당 핀 순서 |
| 색상 (보조/주요) | 핀 번호 | 핀 번호 | 핀 번호 | 색상 (주요/보조) | 암형 RJ21 커넥터의 해당 핀 순서 |
| ---------------- | ------- | ------- | ------- | ---------------- | ------------------------------- |
| 파란색/흰색      | 1       |         | 26      | 흰색/파란색      |                                 |
| 주황색/흰색      | 2       |         | 27      | 흰색/주황색      |                                 |
| 녹색/흰색        | 3       |         | 28      | 흰색/녹색        |                                 |
| 갈색/흰색        | 4       |         | 29      | 흰색/갈색        |                                 |
| 슬레이트/흰색    | 5       |         | 30      | 흰색/슬레이트    |                                 |
|                  |         |         |         |                  |                                 |
| 파란색/빨간색    | 6       |         | 31      | 빨간색/파란색    |                                 |
| 주황색/빨간색    | 7       |         | 32      | 빨간색/주황색    |                                 |
| 녹색/빨간색      | 8       |         | 33      | 빨간색/녹색      |                                 |
| 갈색/빨간색      | 9       |         | 34      | 빨간색/갈색      |                                 |
| 슬레이트/빨간색  | 10      |         | 35      | 빨간색/슬레이트  |                                 |
|                  |         |         |         |                  |                                 |
| 파란색/검은색    | 11      |         | 36      | 검은색/파란색    |                                 |
| 주황색/검은색    | 12      |         | 37      | 검은색/주황색    |                                 |
| 녹색/검은색      | 13      |         | 38      | 검은색/녹색      |                                 |
| 갈색/검은색      | 14      |         | 39      | 검은색/갈색      |                                 |
| 슬레이트/검은색  | 15      |         | 40      | 검은색/슬레이트  |                                 |
|                  |         |         |         |                  |                                 |
| 파란색/노란색    | 16      |         | 41      | 노란색/파란색    |                                 |
| 주황색/노란색    | 17      |         | 42      | 노란색/주황색    |                                 |
| 녹색/노란색      | 18      |         | 43      | 노란색/녹색      |                                 |
| 갈색/노란색      | 19      |         | 44      | 노란색/갈색      |                                 |
| 슬레이트/노란색  | 20      |         | 45      | 노란색/슬레이트  |                                 |
|                  |         |         |         |                  |                                 |
| 파란색/보라색    | 21      |         | 46      | 보라색/파란색    |                                 |
| 주황색/보라색    | 22      |         | 47      | 보라색/주황색    |                                 |
| 녹색/보라색      | 23      |         | 48      | 보라색/녹색      |                                 |
| 갈색/보라색      | 24      |         | 49      | 보라색/갈색      |                                 |
| 슬레이트/보라색  | 25      |         | 50      | 보라색/슬레이트  |                                 |

## 더 큰 케이블
25쌍이 넘는 케이블의 경우, 각 25쌍 그룹을 바인더 그룹이라고 부른다. 바인더 그룹은 흰색/파란색 리본부터 시작하여 흰색/주황색 리본 등으로 같은 색상 부호 체계를 사용하여 마일라 리본으로 표시된다. 24번째 바인더 그룹은 보라색/갈색 리본을 사용하여 600쌍의 슈퍼 바인더를 완성한다.
600쌍 이상의 케이블에서 각 600쌍 슈퍼 바인더 그룹 묶음은 색상 코드의 "팁" 색상과 일치하는 마일라 바인더 리본 또는 끈으로 감겨 있으며, 흰색으로 시작한다. 그런 다음 패턴은 첫 번째 25쌍 그룹이 흰색/파란색으로 시작하여 600쌍 또는 그 일부의 배수로 무기한 계속된다. 예를 들어, 900쌍 케이블은 첫 600쌍이 흰색 바인더로 묶인 25쌍 24개 그룹으로 구성되고, 나머지 300쌍은 빨간색 바인더로 감싸진 25쌍 12개 그룹으로 구성된다.
일부 케이블은 전화 산업 전반에 걸쳐 알려진 패턴으로 "미러링" 또는 "클록킹"된다. 중앙에 있는 첫 번째 바인더 그룹부터 시작하여 기술자는 중앙 사무실 또는 스위치의 위치에 따라 나선형 방향으로 케이블 그룹을 센다. 케이블 코어를 보고 스위치가 그 방향에 있으면 그룹은 시계 반대 방향으로 세어진다. 케이블이 현장 측면이면 시계 방향으로 세어진다. 각 층의 시작점을 알 수 있는 마일라 리본에 표시기가 있으며, 다양한 케이블 크기에 대한 다이어그램은 참고용으로 쉽게 구할 수 있어야 한다.
미국 외 지역, 특히 실외 케이블에는 다른 색상 체계가 때때로 사용되지만, 이 색상 코드는 북미에서 수천 쌍에 이르는 공중 및 지하 케이블에 흔히 사용된다. 영국에서는 영국 우체국 (이후 BT)이 이 색상 코드를 현재 CW1308 사양 케이블로 느슨하게 알려진 케이블에 사용했는데, 이는 우체국의 "케이블 및 전선" 사양 No. 1308을 의미한다.

## 추가 쌍 및 색상

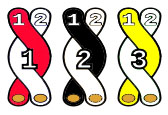
벨 표준에 따른 다중 쌍 케이블의 추가 쌍 색상

공중 케이블 접속 및 설치 작업 시에는 장거리 통신을 위해 전화 선로 보수원 세트 또는 "버트 세트"를 사용하는 것이 일반적이다. 이를 용이하게 하기 위해 케이블에 "주요" 색상을 모두 사용하는 추가 전선 쌍이 내장되어 있다(나머지에는 주요/보조 색상 조합을 사용하는 대신). 하나의 추가 쌍(빨간색-흰색)은 6~75쌍 케이블에 내장될 수 있으며, 두 쌍(빨간색-흰색 및 검은색-흰색)은 100~300쌍 케이블에 캡슐화될 수 있으며, 세 쌍(빨간색-흰색, 검은색-흰색 및 노란색-흰색)은 400~900쌍 케이블에 포함될 수 있다. 이 추가 쌍은 종종 "통화 쌍"이라고 불리며, 가입자 서비스에는 절대 사용되지 않는다.

## 기타 색상 부호

### 내부 쿼드 배선
고대 벨 시스템의 고객 구내 내부 배선은 빨간색, 녹색, 노란색, 검은색(레거시) 또는 파란색, 주황색, 흰색의 두 가지 색상 코드가 있는 네 개의 솔리드 구리선으로 구성된 케이블 유형을 사용했다.
| 녹색   | 흰색/파란색 | 쌍 1 팁 |
| 빨간색 | 파란색/흰색 | 쌍 1 링 |
| 검은색 | 흰색/주황색 | 쌍 2 팁 |
| 노란색 | 주황색/흰색 | 쌍 2 링 |

### 광케이블
광케이블에 사용되는 색상 부호화 방법인 TIA-598-C는 동일한 첫 열 가지 색상으로 시작하여 11번에는 장미색을, 12번에는 아쿠아색을 추가한다.

## 같이 보기
- 20쌍 색상 부호 (오스트레일리아)